# Біографія X
«Біографія Ікс» (англ. Biography of X) — роман в жанрі альтернативної історії американської письменниці Кетрін Лейсі, виданий видавництвом Farrar, Straus and Giroux 2023 року.
Роман претендує на біографію музикантки і художниці Х 2005 року, написану її вдовою, К. М. Лукка, як відповідь на несанкціоновану і, вочевидь, неточну біографію її дружини, написану після її смерті. Дія роману відбувається в альтернативній часовій лінії, в якій південні штати США відокремилися в 1945 році після зведення стіни, що відокремила їх від решти країни.

## Написання та публікація
Лейсі спочатку хотіла написати біографію живої людини, але один із її вчителів заохотив її не робити цього. Лейсі припинила роботу над біографією, а замість цього вирішила попрацювати над вигаданою біографією. Книга містить художні цитати та кінцеві примітки; Лейсі, здебільшого, придумала їх, коли писала роман, а не після того, як його було закінчено. Щоб відстежити «хронології та персонажів» під час написання книги, Лейсі використала «неорганізований документ». Редактори Farrar, Straus and Giroux допомагали Лейсі під час написання роману.
Щоб написати роман, Лейсі прочитала низку біографій та прочитала інтерв'ю з художниками з різних дисциплін.

## Відгуки
За даними агрегатора літературних рецензій Book Marks, на сайті відгуки про роман були охарактеризовані як «рейв» і «позитив». Він отримав рецензії із зірочками від Kirkus Reviews, Library Journal і Publishers Weekly.
Дуайт Гарнер у позитивній рецензії в The New York Times порівняв написання Лейсі з написанням Ренати Адлер і Джанет Малкольм. Сем Сакс високо оцінив «зухвалість» «Біографії Х» в огляді, опублікованому The Wall Street Journal. Крім того, Сакс писав, що роман «імовірно» принесе Лейсі «набагато ширшу аудиторію», і писав, що вона «заслуговує» на ширшу базу читачів. В огляді, опублікованому The Los Angeles Times, Джессіка Феррі похвалила Лейсі як «одну з найбезстрашніших романістів, які пишуть сьогодні».
Одрі Воллен, яка писала для The New Yorker, згадувала роман як «[діючи] більше як змішувач, ніж ковдра», посилаючись на те, що Лейсі включила реальні постаті та цитати, реконтекстуалізовані в альтернативній історії роману.
Видавництво Publishers Weekly включило «Біографію Х» у свій список десяти найкращих книг 2023 року. Роман отримав книжкову премію Бруклінської публічної бібліотеки 2023 року за фантастику.
У березні 2024 року журнал The Atlantic включив Біографію Ікс до свого списку «Великих американських романів», опублікованих у минулому столітті. Того ж місяця «Біографія Х» була номінована на літературну премію «Lambda 2024» за лесбійську фантастику, яку згодом і виграла.